# Cidade da Maia
Cidade da Maia é uma freguesia portuguesa do município da Maia com 10,8 km² de área e 40 534 habitantes (censo de 2021). A sua densidade populacional é 3 753,1 hab./km².

## História
Foi constituída em 2013, no âmbito de uma reforma administrativa nacional, pela agregação das antigas freguesias da Maia, Vermoim e Gueifães.
Na área destas freguesias, deteve a Ordem de Malta importantes bens. Razão pela qual os brasões de armas de Maia e Gueifães ostentam a cruz oitavada daquela antiquíssima Ordem Religiosa e Militar.

## Demografia
A população registada nos censos foi:
| Ano  | 0-14 Anos | 15-24 Anos | 25-64 Anos | > 65 Anos |
| 2001 | 6212      | 5102       | 21013      | 3298      |
| 2011 | 6582      | 4093       | 24220      | 5239      |
| 2021 | 5434      | 4492       | 22422      | 8186      |

À data da junção das freguesias, a população registada no censo anterior foi:
| Freguesia atual | Freguesia atual  | Freguesia atual | Freguesias antigas | Freguesias antigas | Freguesias antigas |
| Freguesia       | População (2011) | Área (km²)      | Freguesia          | População(2011)    | Área(km²)          |
| --------------- | ---------------- | --------------- | ------------------ | ------------------ | ------------------ |
| Cidade da Maia  | 40 134           | 10,8            | Maia               | 12 406             | 3,61               |
| Cidade da Maia  | 40 134           | 10,8            | Vermoim            | 15 964             | 4,21               |
| Cidade da Maia  | 40 134           | 10,8            | Gueifães           | 11 964             | 2,98               |